# Schule am Weißen See
Die Schule am Weißen See ist ein Backsteinbau in der Amalienstraße 6 in der Nähe des Weißen Sees im Berliner Ortsteil Weißensee. Architekt des im Stil der Neuen Sachlichkeit gehaltenen Schulkomplexes war der Magistratsbaurat Reinhold Mittmann. Sämtliche Bauten sind mit dunkelroten Sommerfelder Klinkern und schmückende Teile mit roten Keramikplatten verkleidet. Das Schulensemble verfügt über eine Aula, eine zweistöckige Turnhalle mit Dachgarten, ein Lehrerwohnhaus und einen Schulgarten. Es steht unter Denkmalschutz.

## Geschichte
Im Schulhaus wurde 1931 die erste weltliche Schule Weißensees eröffnet und unterrichtete als erste Schule im Bezirk Mädchen und Jungen in gemeinsamen Klassen. Mit der Machtergreifung der Nationalsozialisten 1933 wurde die Schule aufgelöst, und es entstand die 10. Volksschule Weißensee. Während des Zweiten Weltkriegs diente die Schule als Lazarett und Krankenhaus.
Nach dem Ende des Krieges 1945 zog der Rat des Stadtbezirks Weißensee ein. Aus dieser Zeit stammen die noch heute zu erkennenden Parolen in weißer Frakturschrift auf der Schulfassade: „Für Einheit und gerechten Frieden!“ und „Das Besatzungsstatut muß fallen!“ Ab den 1950er Jahren teilte sich die Verwaltung das Gebäude wieder mit der Schule. Diese trug zunächst den Namen 1. Grundschule Weißensee. Nach der Reform des Schulwesens in der DDR im Jahr 1959 wurde sie zur 7. Polytechnischen Oberschule Weißensee. 1979 erhielt sie den Zusatznamen Waldemar Schmidt nach dem 1975 verstorbenen ehemaligen Polizeipräsidenten und stellvertretenden Oberbürgermeister Ost-Berlins.
Nach der Wiedervereinigung wurde aus der 7. Polytechnischen Oberschule die 17. Grundschule des Bezirks. Sie trägt seit 1994 den Namen „Grundschule am Weißen See“. Das Gebäude in der Amalienstraße 6 wird seit Herbst 2018 grundsaniert. Deshalb zog die gesamte Schule im Juni 2018 in ein Ausweichgebäude in der Falkenberger Straße 31. Ursprünglich sollten die Bauarbeiten im Sommer 2021 abgeschlossen sein. Durch Verzögerungen, die dem Denkmalschutz geschuldet sind, hat sich die Fertigstellung bis ins Jahr 2023 verzögert. Bisher ist nicht klar, wann die Bauarbeiten abgeschlossen sein werden.

## Lehrerwohnhaus

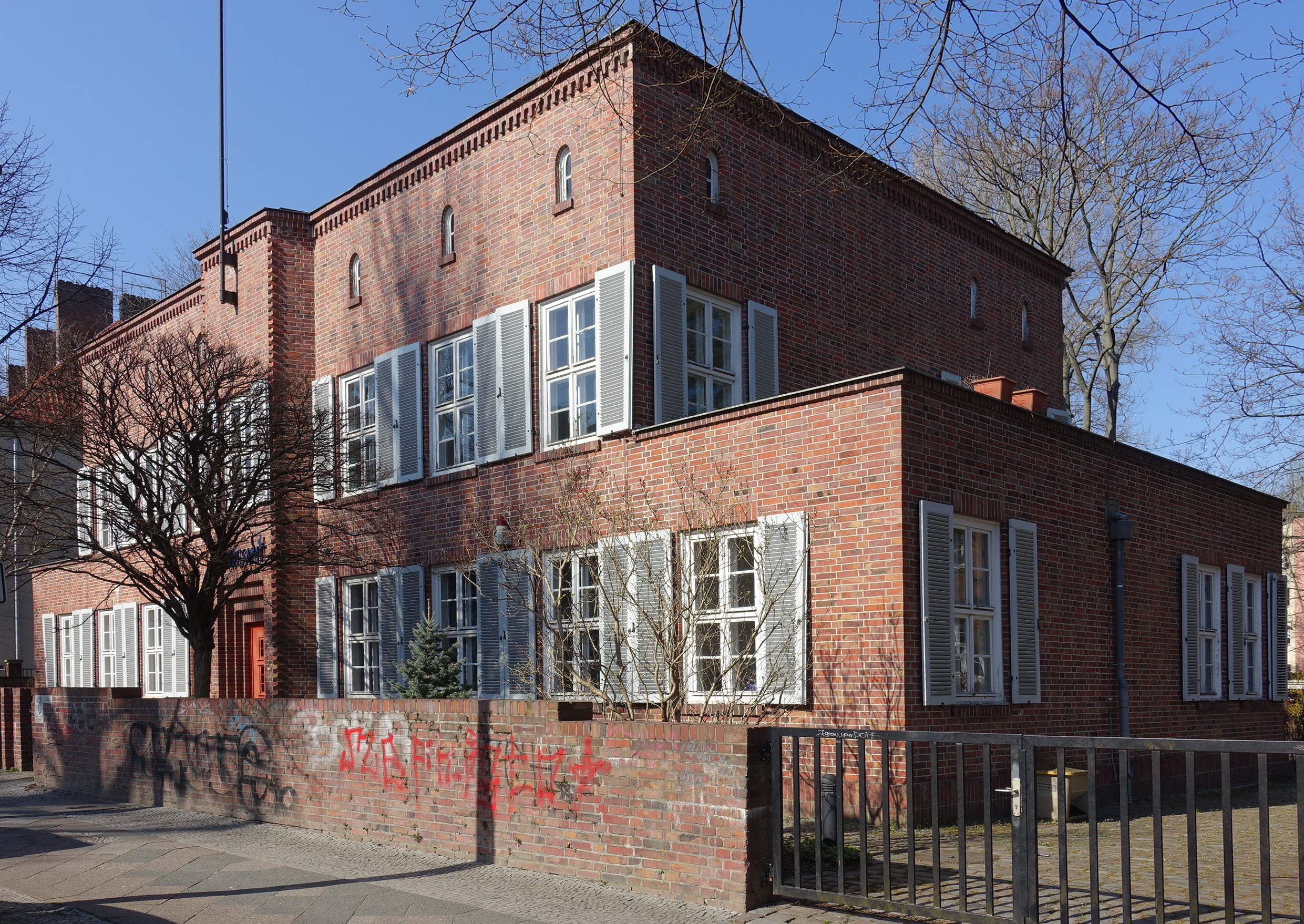
Lehrerwohnhaus (Standesamt) in der Amalienstraße 8

Am südwestlichen Ende des Schulhofs, diametral dem Hauptgebäude gegenüber, steht das ebenfalls verklinkerte Lehrerwohnhaus. Das zweistöckige Gebäude mit seinen markanten weißen Fensterläden wurde zuletzt als Standesamt genutzt und hat die Adresse Amalienstraße 8.